# Skärvesjön
Skärvesjön är en sjö i Hudiksvalls kommun i Hälsingland och ingår i Nianån-Norralaåns kustområde. Sjön har en area på 0,15 kvadratkilometer och ligger 18,9 meter över havet.

## Delavrinningsområde
Skärvesjön ingår i det delavrinningsområde (681611-156799) som SMHI kallar för Utloppet av Skärvesjön. Medelhöjden är 23 meter över havet och ytan är 0,69 kvadratkilometer. Räknas de 3 avrinningsområdena uppströms in blir den ackumulerade arean 14,61 kvadratkilometer. Avrinningsområdets utflöde mynnar i havet. Avrinningsområdet består mestadels av skog (59 procent) och sankmarker (20 procent). Avrinningsområdet har 0,14 kvadratkilometer vattenytor vilket ger det en sjöprocent på 21 procent.